# Japanagromyza yanoi
Japanagromyza yanoi este o specie de muște din genul Japanagromyza, familia Agromyzidae. A fost descrisă pentru prima dată de Mitsuhiro Sasakawa în anul 1955. Conform Catalogue of Life specia Japanagromyza yanoi nu are subspecii cunoscute.